# Megachile pulvinata
Megachile pulvinata är en biart som beskrevs av Joseph Vachal 1910. Megachile pulvinata ingår i släktet tapetserarbin, och familjen buksamlarbin. Inga underarter finns listade i Catalogue of Life.